# Zaitunia minuta
Espèce
Zaitunia minuta est une espèce d'araignées aranéomorphes de la famille des Filistatidae.

## Distribution
Cette espèce est endémique de la province de Namangan en Ouzbékistan,.

## Description
La femelle holotype mesure 3,23 mm.

## Publication originale
- Zonstein & Marusik, 2016 : A revision of the spider genus Zaitunia (Araneae, Filistatidae). European Journal of Taxonomy, vol. 214, p. 1-97 (texte intégral).